# 大丸松坂屋百貨店

大丸のロゴ

松坂屋のロゴ

株式会社大丸松坂屋百貨店（だいまるまつざかやひゃっかてん、英: Daimaru Matsuzakaya Department Stores Co., Ltd.）は、東京都江東区に本社を置く、老舗百貨店の「大丸」と「松坂屋」を運営する企業である。J.フロント リテイリングの完全子会社。

## 概要
2007年9月3日にJ.フロント リテイリングのもとで経営統合した大丸と松坂屋が、経営統合の総仕上げとして2010年3月1日に合併し発足した。両百貨店とも呉服店を起源とする老舗である。大丸は大阪・心斎橋を中心とした近畿地方に地盤としているのに対して、松坂屋は名古屋・栄を中心とした東海地方を地盤としている。また、大丸・松坂屋ともに東京にも店舗を有している。本社機能については両社の経営基盤だった名阪両都市を離れ、東京都江東区に置かれた。
合併においては松坂屋が存続会社となったが、大丸松坂屋百貨店の初代社長・現社長は大丸出身者が担当。また、取締役及び執行役員の大半が大丸からの出身者で占められ（2014年1月24日時点で取締役5人中4人及び執行役員13人中10人）、特に、持株会社の役員との兼任者、及び営業本部長と業務本部長といった本部の要職は全て大丸出身者となった。店舗名称の変更は無いが、近畿地方唯一の松坂屋の店舗である松坂屋高槻店（大阪府高槻市）が大丸京都店（京都市）の分店に組み込まれることとなった。
2016年9月1日に株式会社大丸コム開発を吸収合併するとともに、J.フロント リテイリングの不動産事業を承継し、グループの不動産事業を一本化する「不動産事業部」を設置している。 2020年には全国の都市部でファッションビルを運営する「パルコ」の株式を100%取得し、J.フロントリテイリングの完全子会社とした。これをきっかけにそれまで大丸松坂屋百貨店などが管轄していた不動産事業をパルコに移管し、グループ資源の集約化を目指している。
大丸松坂屋百貨店は山口県下関市にある下関大丸を2020年3月に吸収合併すると2019年5月に発表。下関大丸は大丸松坂屋百貨店の直営店となり大丸下関店に改称。

## 歴代社長
- 山本良一：2010年 - 2013年
- 好本達也：2013年 - 2020年
- 澤田太郎：2020年 - 現職

## 店舗

### 大丸直営店
- 心斎橋店（しんさいばしみせ、1726年開店：大阪市中央区）
- 梅田店（うめだみせ、1983年開店：大阪市北区）
- 神戸店（こうべみせ、1927年開店：兵庫県神戸市中央区）
  - 須磨店（1980年開店：神戸市須磨区）
  - 芦屋店（1980年開店：兵庫県芦屋市）
- 京都店（きょうとみせ、1912年[4]開店：京都市下京区）
- 東京店（1954年開店、2007年～2012年の工事により、新店舗として移転・開業：東京都千代田区）
- 札幌店（2003年開店：札幌市中央区）
- 下関店（1950年開店、1977年現在地に移転、2020年に大丸松坂屋百貨店と合併、直営店化：山口県下関市）

### 大丸関連会社運営店
- 高知大丸（1947年開店：高知県高知市）
- 博多大丸（1953年開店、1975年現在地に移転：福岡市中央区）

### 松坂屋直営店
- 名古屋店（1611年に開店：名古屋市中区)  ※大丸松坂屋百貨店において最も売上高が大きい
- 上野店（1768年に開店：東京都台東区）
- 静岡店（1932年に開店：静岡市葵区）
- 高槻店（1979年に開店：大阪府高槻市）

### かつて存在した店舗
大丸松坂屋百貨店発足後に閉鎖された店舗のみ。

#### 大丸直営店
- 新長田店（1977年に開店、2013年に閉店：神戸市長田区）　※神戸店の分店扱い
- 山科店（1998年に開店、2019年に閉店：京都市山科区）　※京都店の分店扱い
- フードマーケットららぽーと横浜店（2007年開店、2013年に閉店：横浜市都筑区）　※東京店の分店扱い
- フードマーケット浦和パルコ店　（2007年に開店、2017年に閉店：さいたま市浦和区）　※東京店の分店扱い

#### 松坂屋直営店
- 名古屋駅店（1974年に開店、2010年に閉店：名古屋市中村区）　※現在のジェイアール名古屋タカシマヤ「ゲートタワーモール」
  - メイチカ店（1957年に開店、2023年に閉店：名古屋市中村区）　※名古屋店の分店扱い
- 豊田店（2001年に開店、2021年に閉店：愛知県豊田市）　※名古屋店の分店扱い
- 銀座店（2013年に閉店：東京都中央区）　※2017年にGINZA SIXが開業

### 関連会社
- 株式会社ディンプル
- 株式会社J.フロント建装
- 大丸興業株式会社
- 株式会社大丸松坂屋セールスアソシエイツ